# Шарл Азнавур
Шарл Азнавур (фр. Charles Aznavour, јерм. Շառլ Ազնավուր, право име Шанур Вахинаг Азнавурјан, јерм. Շահնուր Վաղինակ Ազնավուրյան; Париз, 22. мај 1924 — Париз, 1. октобар 2018) био је француски композитор, пјесник и глумац јерменског поријекла. Познат је по јединственом тенору који са лакоћом постиже и најдубље и највише тонове и по меланхоличној боји гласа. Глумио је у преко 60 филмова, компоновао око 1.000 пјесама (укључујући и око 150 на енглеском, 100 на италијанском, 70 на шпанском и око 50 на њемачком језику) и продао преко 100 милиона носача звука.

## Биографија
Азнавур је рођен у Паризу, као син јерменских имиграната Михаела Азнавурјана и Кнар Багдасарјан. Његови родитељи су такође били умјетници, и од раног доба су га увели у свијет позоришта.
Почео је да наступа кад је имао девет година, и ускоро преузео умјетничко име „Азнавур“. Његова каријера је ухватила залет када га је примијетила Едит Пијаф и уредила да иде са њом на турнеју по Француској и Сједињеним Америчким Државама.
У Сједињеним Америчким Државама га често називају „француским Френком Синатром“, који као и он највише пјева о љубави. Пјевајући на многим језицима (француском, енглеском, италијанском, шпанском, њемачком, руском, јерменском и португалском), са лакоћом је наступао на свим великим догађајима широм свијета.
1970их година је постигао велики успјех у Уједињеном Краљевству са пјесмом „She“ („Она“), која је отишла у сами врх свих листа најпопуларнијих пјесама.
Током 1978. одржао је концерте у Београду и Нишу.
90. рођендан је прославио концертом у Берлину.

## Човјекољубље
Азнавур се бавио хуманитарном помоћи Јерменији од 1988. године, када се десио велики земљотрес у тој земљи, кроз свој програм „Азнавур за Јерменију“. Скупа са својим зетом и коаутором Жоржом Гарваренцом написао је пјесму „Pour toi Armenie“ („За тебе, Јерменијо“) која је била у врху музичких листа око 3 мјесеца. У централном дијелу Јеревана налази се трг, у Абовској улици, који носи име по Шарлу Азнавуру. Године 1995. Азнавур је постављен за амбасадора и сталног делегата Јерменије при УНЕСКУ. Такође, Азнавур је члан савјета повјереника Међународног јерменског фонда. Та организација је од 1992. године прикупила више од 150 милиона америчких долара за хуманитарну помоћ и помоћ у развоју инфраструктуре Јерменије. Шарлу Азнавуру је додијељена титула официра (Officier) Легије части 1997. године.

## Најпопуларније пјесме
Слиједи листа најпопуларнијих пјесама Шарла Азнавура, на основу званичне компилације пјесама из 2001. године:
- (са Лајзом Минели)
- (са Миреј Матје)

## Филмска каријера
Током дугог низа година музичке каријере, Азнавур се опробао и као глумац у преко 60 филмских остварења. 1960. године је играо главну улогу („Едуар Саројан“) у филму Франсое Трифоа „Пуцајте на пијанисту“. Такође је глумио у филму из 1974. године „Десет малих црнаца“ (енгл. „And then there were none“). Поред њих, Азнавур је играо и споредну улогу у њемачком филму из 1978. године, „Лимени бубањ“, добитнику Оскара за најбољи страни филм 1979. године. 2002. године је играо једну од главних улога у филму „Арарат“, који се бави геноцидом Турске над Јерменима.
Од 1948. бележио је камером је камером свој живот од чега је касније настао документарни филм „Aznavour by Charles”.

## Награде
Награде и признања:
- 1971 — Почасна награда „Златни лав“ на Венецијанском филмском фестивалу за италијанску верзију пјесме „Mourir d'aimer“
- 1971 — Едисонова награда
- 1995 — Велика медаља Француске академије
- 1995 — Амбасадор добре воље и стални делегат Јерменије при УНЕСКУ
- 1996 — Увођење у Алеју славних композитора
- 1997 — Побједник у мушкој категорији француског такмичења „Победа француске музике“
- 1997 — Почасна награда „Цезар“
- 1997 — Официр (Officier) Легије части
- 2003 — Златни печат Југословенске кинотеке
- 2004 — Народни херој Јерменије
- 2006 — Почасна награда на тридесетом Филмском фестивалу у Каиру

Поред ових, године 1998. Азнавур је изабран за Забављача вијека по избору „Си-Ен-Ена“ и читаоца онлајн часописа „Тајм онлајн“ широм свијета. Добио је око 18% гласова, више од Елвиса Преслија и Боба Дилана.